# Encapsulated PostScript
Encapsulated PostScript（エンキャプサレイティッド・ポスト・スクリプト）はPostScriptをベースとし、バウンディングボックスやプレビュー画像等の他のメディアに埋め込む際に必要な情報を補った画像ファイルフォーマット。
通常は略称であるEPSの名で呼ばれる。
epsf (Encapsulated PostScript File,Format) は表し方の一つ。画面以外にもプリンターやイメージセッターなど各種の媒体で同じファイルを正しく表示することができる。

## 解説
ベクトルデータとビットマップデータの両方を含むことができ、ベクトルデータのみを含むEPSファイルは、画像を拡大しても画質が落ちることはないが、同じEPSでもビットマップデータを含むEPSファイルに関しては、画像を拡大するとビットマップ部分の画質が落ちる。
ドロー系のソフト（Inkscape,Illustrator,CorelDRAW,FreeHand など）やビットマップ系のソフト（Photoshop,Corel Paint Shop Pro, Gixpro など）で作成・編集を扱うことができる。また、ドロー系のソフトtgifで生成が可能である。

## Microsoft社製品には挿入できない
Microsoft Officeでは、EPSファイルを画像形式として本文に挿入して扱うことができた。しかし、2017 年 4 月 11日のセキュリティ更新プログラムより、これがデフォルトで無効（OFF）になった。その時点では、レジストリーを書き換えるとこれを有効（ON）にできたが、2018年5月からOffice 365では徐々にレジストリ書き換えが使えなくなり、10月にはOffice 365の全ユーザーに対してレジストリ書き換えが使えなくなった。

## 関連文献
- 『PostScript詳細解説―PDFの元となった標準ページ記述言語とその実装 /CD-ROM付き』CQ出版社〈OPEN DESIGN BOOKS〉、1997年12月20日。ISBN 9784789818513。
- 『インタプレス―電子出版のためのページ記述言語』丸善、1989年3月30日。ISBN 9784621033500。